# ۶۲۱ (خورشیدی)
۶۲۱ ششصد و بیست و یکمین سال هجری خورشیدی است.